# Aspistes antidactylatis
Aspistes antidactylatis är en tvåvingeart som beskrevs av Cook 1965. Aspistes antidactylatis ingår i släktet Aspistes och familjen dyngmyggor.
Artens utbredningsområde är Labradorhalvön. Inga underarter finns listade i Catalogue of Life.